# 털리사 콘토스타블로스
털리사 콘토스타블로스(Tulisa Contostavlos, 1988년 7월 13일 ~ )는 잉글랜드의 싱어송라이터, 배우이다. 그리스계 키프로스인 아버지와 아일랜드인 어머니 사이에서 태어났다. 털리사(Tulisa)라는 예명으로 활동한다.

## 논란

### 축구 선수 아드난 야누자이와의 열애설
한때 맨체스터 유나이티드 FC의 윙으로 활약하고 있는 아드난 야누자이와 열애설이 났으나 그의 아버지와 데이비드 모예스 감독이 전면 부인하였다.

## 음반 목록
- The Female Boss (2012)